# Sophie von Looz
Sophie von Looz († 1065) war die erste Gemahlin von Géza I. von Ungarn.
Sophie von Looz wurde als Tochter von Graf Emmo von Looz geboren. Um das Jahr 1062 wurde sie mit dem späteren ungarischen König Géza I. vermählt. Sie starb jedoch bereits nach dreijähriger Ehe bei der Geburt ihres Sohnes Koloman und König Géza heiratete in zweiter Ehe die byzantinische Prinzessin Synadene.

## Nachkommen
- eine unbekannte Tochter, ihr Sohn Ivan erhob nach dem Tod seines Onkels Koloman Anspruch auf den ungarischen Thron und wurde 1120 hingerichtet
- Koloman I. (* 1065, † 1116), König von Ungarn